# 고래자리 타우
고래자리 타우(τ Cet, τ Ceti 타우 케티[*])는 지구로부터 12광년 떨어져 있는 고래자리의 항성이다. 분광형은 우리 태양과 같은 G형의 홑별이며, 질량은 태양의 81% 정도이다. 이 별의 활동은 태양에 비해 상대적으로 조용하며, 밝기의 변화는 거의 없다.
타우 주변에는 지구의 카이퍼 대 질량의 10배에 이르는 먼지 원반이 있다. 만약 타우 주변을 도는 지구형 행성이 있다면, 행성이 먼지 원반의 물질과 충돌할 확률은 태양계에 비해 훨씬 높다. 덧붙여 타우에는 우리 태양계의 목성처럼 내행성 궤도로 향할 소행성들을 붙잡을 질량 큰 행성이 없다. 이는 타우 주변을 도는 지구형 행성이 있다고 하더라도, 생명체가 안정되게 진화할 시간을 확보하기 힘들다는 뜻이다. 그러나 이러한 점을 빼면 타우는 '유사 태양' 중 하나로, 자식 행성들에 생명체가 자라날 환경을 마련해줄 수 있다. 이 별은 SETI 계획에서 지목한, 생명체가 있는 행성을 거느릴 만한 유력한 존재로 지목되어 왔다.
현재 외계행성 관측 기법으로 타우 주변을 관찰한 결과 적어도 갈색 왜성보다 무거운 천체는 이 별을 공전하지 않는 것으로 보인다. 타우는 중원소 함유율이 태양보다 작으며, 이 때문에 천문학자들은 타우 주변에 지구형 행성이 있을 확률은 적을 것으로 추측해 왔다. 그러나 2012년 12월 타우별 주위에 슈퍼지구급의 행성 다섯 개가 돌고 있다는 증거가 발견되었으며 다섯 행성 중 하나는 생명체 거주가능 영역 안을 돌고 있는 것으로 나타났다.
고래자리 타우를 가리키는 애칭은 특별히 없다. 이 별은 밤하늘에서 3.5등성으로 빛나므로 맨눈으로 관측이 가능하다. 고래자리 타우 쪽에서 거꾸로 태양을 바라볼 경우, 태양은 목동자리 근처에서 2.6등성으로 빛날 것이다.

## 이름
고래자리 타우에 옛날부터 전해 내려오면서 지명도 있는 이름은 없다.
‘고래자리 타우(Tau Ceti)‘는 바이어 명명법 표기이다. 이 표기법은 독일 천문도 제작자 요한 바이어가 《우라노메트리아》 항성목록 작성을 위해 1603년 설정한 항성명명 체계이다. 타우(T)는 고래자리 내 별들 중 바이어가 정한 순서에 따른 기호이다.
동아시아 별자리에서 고래자리 타우는 천창(중국어: 天倉, 병음: Tiān Cāng)에 속한 별들 중 하나이다. 천창의 구성원은 타우별 외에 요타, 에타, 제타, 세타, 고래자리 57이 있다. 천창 내에서 타우별은 천창오(중국어: 天倉五, 병음: Tiān Cāng wǔ)이며 ‘천창 내 다섯 번째 별’이라는 뜻이다.
아랍 문화권에서 이 별의 고유명칭은 두레 멘토르로 아랍어 '알 두르 알-만수르'(الدرر المنثور)에서 유래했고 ‘(부서진 목걸이의) 흩어진 진주들’이라는 뜻이다. 1650년 경 알 악사시 알 무와키트가 카이로에서 집필한 항성목록 《Calendarium》에는 이 별을 '탈리트 알 나아마트'로 표기했으며 이는 라틴어로 Tertia Struthionum라고 쓰며 '셋째 타조'라는 뜻이다. 타우별과 고래자리 에타(데네브 알게누비), 고래자리 세타(타니흐 알 나아마트), 고래자리 제타(바텐 카이토스), 고래자리 웁실론은 '알 나아마트'(ألنعامة, ‘암컷 타조들’) 별자리의 구성원이다.

## 움직임
고래자리 타우의 연간 고유운동량은 2초각도 되지 않지만 이는 밤하늘 별들 중 높은 고유운동값을 갖는, 즉 태양에서 가까운 천체에 속한다. 이 별이 1도 이상 움직이려면 2천 년 정도가 걸린다. 고래자리 타우의 경우 시차로 구한 태양과의 간격은 11.887광년이다. 거리로 볼 때 이 별은 태양에서 가까운 별들 중 하나로 볼 만하며 센타우루스자리 알파 A 다음으로 태양에서 가까운 G형 주계열성이다. 태양에 가깝기 때문에 천구 상에서 다른 별보다 많이 움직이며, 시차의 예시로 등장하기도 한다.
고래자리 타우의 시선 속도는 약 −17 km/s인데, 이는 타우가 태양과 가까워지고 있다는 뜻이다.
고래자리 타우와의 거리 및 고유 운동, 시선 속도를 통해 태양에 대한 우주 속도를 계산할 수 있는데, 이는 약 37 km/s이다. 이 결과를 통해, 고래자리 타우가 우리 은하의 중심으로부터 약 32,000광년 떨어져 있으며 그 궤도 이심률은 0.22임을 계산할 수 있다.

## 물리적 특징

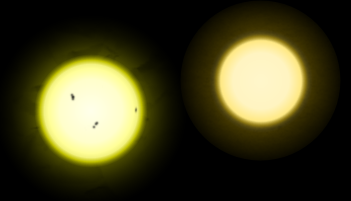
태양(왼쪽)은 고래자리 타우(오른쪽)보다 더 크고, 뜨겁고, 활발한 활동을 한다.

고래자리 타우 항성계의 구성원은 우리 태양처럼 하나밖에 없는 것으로 생각된다. 다만 희미한 안시 동반 천체가 약 10초 떨어진 곳에서 관측되었으며, 중력으로 묶여 있을 가능성이 있어 보인다. 측성학적 혹은 시선속도적인 흔들림이 감지된 적은 없는데, 이는 이 별이 자기 근처에 뜨거운 목성과 같은 무거운 행성을 거느리고 있지는 않음을 뜻한다. 만약 가스 행성을 거느리고 있더라도, 그 거리는 태양과 목성의 거리보다 더 멀 것으로 보인다.
현재까지 알려진 고래자리 타우의 물리적 수치 대부분은 이 별을 분광학적으로 관측하여 얻은 것이다. 이 별의 스펙트럼을 미리 계산된 항성진화 모형과 비교하여 나이, 질량, 반지름, 밝기를 알아냈다. 그러나 천문 간섭계를 이용하여 타우의 반지름을 오차범위 0.5% 수준으로 더 정확하게 구할 수 있는데, 이를 통해 구한 고래자리 타우의 반지름은 태양반경의 79.3 ± 0.4%이다. 이는 태양보다 질량이 좀 더 작은 별들의 반경과 비슷하다.

### 자전
고래자리 타우의 자전 주기는 이온화된 칼슘(Ca II)의 통상적인 H, K 흡수선이 항성 표면의 자기적 활동과 밀접히 연관되어 있음을 이용하여 그 변화 주기를 통해 타우의 자전 주기를 측정할 수 있다. 이를 통해 구한 타우의 자전 주기는 34일이다.
항성의 회전 속도는 스펙트럼의 도플러 효과를 이용하여 구할 수 있다. 고래자리 타우의 예상 회전 속도는 다음과 같다.
{\displaystyle v_{eq}\cdot \sin i\ \approx \ 1\ {\text{km/s}}}.
여기서 veq는 적도상 회전 속도이며 i는 시선방향에 대한 회전축의 궤도경사각이다. 전형적인 G8 분광형 항성의 자전 속도는 약 2.5 km/s이다. 속도가 상대적으로 느리게 측정되는데, 이로부터 지구에서 관측 가능한 고래자리 타우의 모습은 극 부분으로 추정된다.

### 중원소 함량
어떤 별의 중원소 함량은 쉽게 관측 가능한 원소인 철 (Fe)의 비율로 나타내는데, 고래자리 타우 대기 내 철 함량은 대충 다음과 같다.
{\displaystyle \left[{\frac {\text{Fe}}{\text{H}}}\right]\;=\;-0.50} dex
혹은 태양 중원소량의 약 1/3이다. 과거 측정값들은 -0.13에서 -0.60까지 다양했다.
이처럼 중원소가 적게 들어 있음을 통해 고래자리 타우가 태양보다 늙은 별임을 알 수 있으며, 예상 수명은 약 100억 년이다. 그러나 계산에 적용할 모형에 따라 타우의 나이는 44억 ~ 120억 년까지 다양하게 나온다.
또한, 흡수 스펙트럼의 너비는 항성의 온도, 표면의 압력 및 중력을 통해 결정됨을 이용하여 고래자리 타우의 표면 중력을 구할 수 있다. 고래자리 타우의 g 또는 표면 중력 로그값은 4.4로 태양의 4.44와 거의 같다.

### 광도 및 밝기 변화
고래자리 타우의 광도는 태양의 55퍼센트 정도에 불과하다. 이런 별을 도는 지구형 행성에 우리 지구와 비슷한 환경이 조성되려면 타우로부터 0.7천문 단위 떨어져 있으면 된다. 이는 금성이 태양으로부터 떨어져 있는 정도와 비슷한 거리이다.
고래자리 타우의 채층(빛을 발산하는 광구 바로 위 부분)은 현재 활동이 적거나 아예 없으며 이는 타우가 안정적인 상태의 별임을 뜻한다. 9년에 걸쳐 타우별의 온도, 쌀알조직, 채층을 연구한 결과 규칙적인 활동량 변화는 관측되지 않았다. H, K 적외선 띠 근처 칼슘 II 방출을 통해 11년 활동 주기 가능성이 탐지되었으나 그 강도는 태양에 비해 상대적으로 약하다. 그런데 이 별이 마운더 극소기(태양 표면의 흑점이 극도로 드물게 발생할 때로, 과거 유럽 소빙기와 연관이 있다)와 같은 낮은 활동 상태에 있다는 가설이 제기되었다. 고래자리 타우의 스펙트럼선들은 극도로 좁은데, 이는 자전이 느리며 활동량이 작음을 뜻한다. 이 별이 흔들리는 진폭은 태양의 절반 정도이다.

## 행성 및 생명체 탐사
고래자리 타우에 대한 연구 의욕을 발생시키는 근원 요인은 타우가 태양 비슷한 별인데다 별 주위에 생명체가 살 법한 행성이 있을 가능성 때문이다. 홀과 록우드는 “‘태양 비슷한 별’, ‘유사 태양’, ‘쌍둥이 태양’ 이 셋은 구별되어야 할 개념이다.”라고 주장했다. 고래자리 타우는 앞의 세 개념 중 질량 및 낮은 변광도, 상대적으로 낮은 중원소 함량을 고려하면 두 번째 유사 태양에 해당된다. 어쨌든 태양과 비슷하다는 점 때문에 수십년 동안 과학적 관측 및 대중 문화적 차원에서 고래자리 타우는 호기심의 대상이 되어 왔다.
고래자리 타우는 시선 속도 관측을 통한 행성 탐사의 대상 중 하나였다. 1988년 당시 관측에 따르면 항성 주위에서 어떤 주기적인 시선속도 변화량도 발견되지 않았는데, 이는 목성보다 가까운 거리 내에 무거운 행성이 존재하지 않는다는 의미였다. 더 정교한 관측기구들이 개발되었으나, 이들을 이용하여 타우를 관측해도 무거운 행성은 여전히 발견되지 않았다. 대신 관측기기의 정교함 덕에 타우별이 5년 주기로 11 m/s 시선속도 변화를 보임을 밝혀냈다. 이 결과를 통해 타우 주위에는 뜨거운 목성이 없으며 공전 주기 15년 이하의, 목성 정도 질량 이상의 행성은 없음을 알 수 있다. 덧붙여 허블 우주 망원경의 광각 행성 카메라를 이용한 인접 항성 연구가 1999년에 종료되었는데 여기에는 고래자리 타우를 도는 희미한 천체가 있는지의 여부를 알아내는 것도 포함되어 있었다. 결과는 망원경의 분해능 한도 내에서 발견된 것은 아무것도 없었다.
이상의 연구 결과들은 오직 가스 행성 및 갈색 왜성이 존재하지 않음을 밝혀줬을 뿐 지구나 금성처럼 작은 행성이 존재할 가능성은 아직 남아 있다. 만약 뜨거운 목성이 항성 가까이 있었다면 이들은 항성 근처를 돌던 지구형 행성의 궤도를 망가뜨려 생명체 발생 가능성을 낮췄을 것이다. 따라서 가스 행성이 없다는 것은 지구 비슷한 행성이 존재할 가능성을 높여 주는 사실이 된다. 통상적으로 밝혀진 연구에 따르면 중원소 함량이 높은 별 주위에는 행성이 있을 확률이 높고 그렇지 않은 별 주위에는 행성이 있을 확률이 적은 것으로 밝혀졌다. 두꺼운 먼지 원반이 있다는 사실은 항성 가까이에 암석 행성이 존재할 가능성을 높이는 것은 사실이다. 그러나 이는 동시에 그 암석 행성이 폭격을 받을 가능성이 높음을 알려주는 사실이기도 하다. 만약 행성이 발견된다면 이후의 연구 방향은 이 행성에 생명체가 살 수 있는 물과 대기가 존재하는지를 충분한 해상도의 망원경을 통해 알아내는 것이 된다. 지구의 산소가 생명체 존재를 나타내는 척도가 되는 것처럼 무기성의 대기 조성은 원시 생명체가 존재함을 나타내는 징표가 될 수 있다.

### SETI 와 HabCat

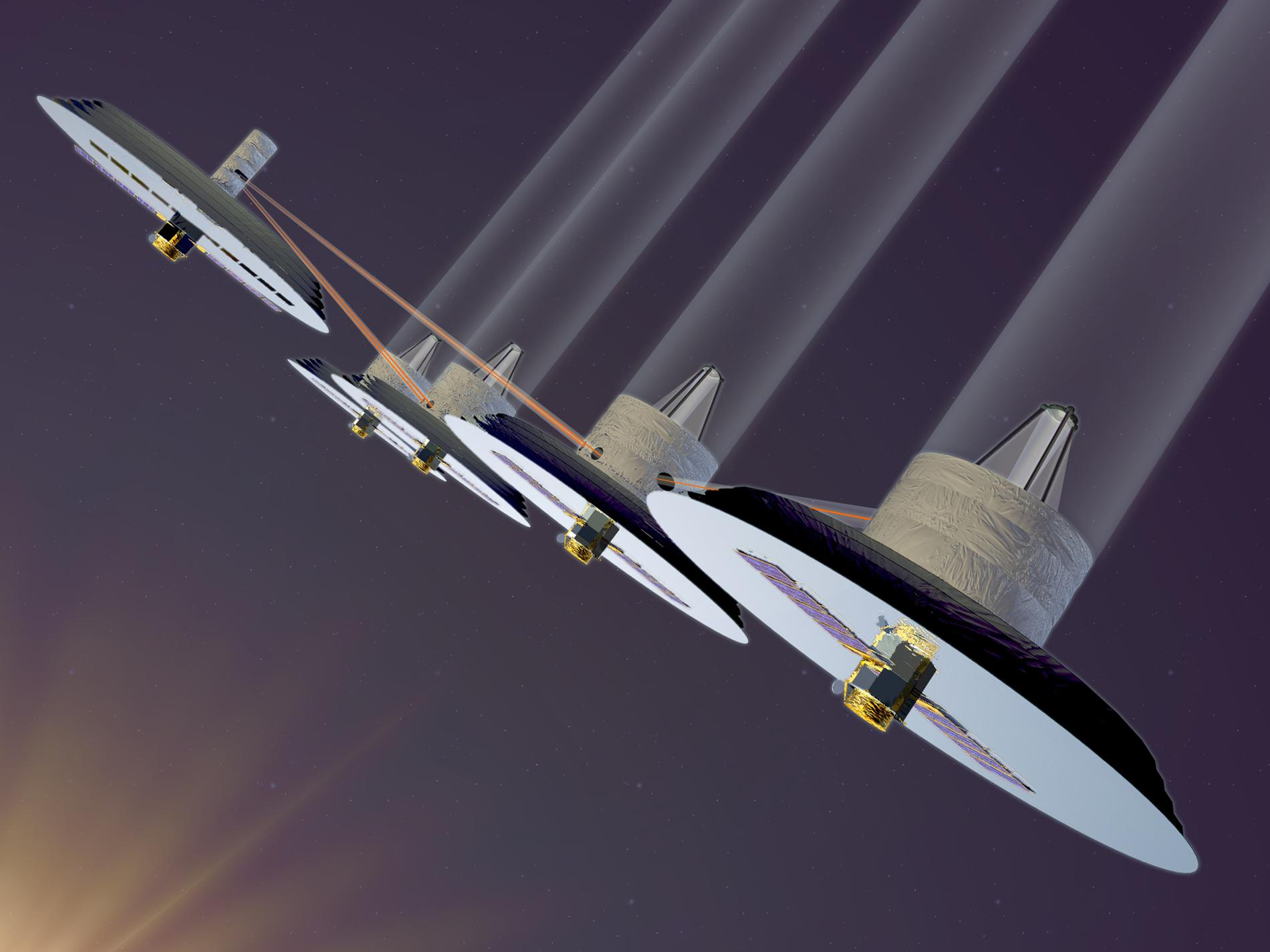
고래자리 타우는 지구형 행성 탐사기의 관측 대상이었다.

지금까지 가장 활발한 외계 생명체 관측 계획으로 꼽을 수 있는 것은 오즈마 계획(외계 지성체를 찾기 위한 연구, SETI)이다. 이 계획에서는 특정 별들을 지목하고 이들이 인공적 전파 신호를 보내는지를 꾸준히 관측한다. 천문학자 프랭크 드레이크가 이 계획을 주관했는데, 그는 고래자리 타우와 에리다누스자리 엡실론을 최초 목표로 설정했다. 두 별 모두 태양 근처에 있으며 물리적으로 태양과 비슷하다. 다만 200시간에 걸친 관측에도 불구, 인공적 신호는 감지된 바가 없었다. 두 별에 대한 추가적인 전파 연구가 진행되었으나 결과는 마찬가지로 비관적이었다.
그러나 이러한 비관적인 결과에도 고래자리 타우에 대한 연구의 열기는 식지 않았다. 2002년 마가렛 턴불과 질 타터는 ‘생명이 살 수 있는 근거리 항성계 목록’(HabCat)을 만들었다. 이 목록에는 1만 7천 개 이상의 이론적인 생명체 거주 가능 행성계가 실려 있다. 2003년 턴불은 태양 주변 1천 광년 이내 5,000개의 후보들 중 가장 유력한 30개 항성을 추려냈으며 여기에 고래자리 타우가 포함되어 있다. 턴불은 고래자리 타우를 지구형 행성 탐사기를 통한 연구에 적합한 다섯 별 중 하나로 꼽았으며, “이들 다섯 별은 만약 신이 우리 행성을 다른 별 주위에 가져다 놓는다면 가장 살고 싶은 곳들이다.”라고 말하기도 했다.
그러나 NASA의 지구형 행성 탐사기 미션은 미 의회가 예산을 삭감하여 무기한 연기되었으며, 현재는 유럽 우주국의 다윈 계획이 고래자리 타우를 탐사 대상으로 지목하고 있다.

## 행성계

고래자리 타우 행성계의 궤도. 초록색 부분이 지구와 비슷한 환경이 가능한 영역이다.

2012년 12월 19일 고래자리 타우 주위에 행성 다섯 개가 있음을 입증하는 증거가 제출되었다. 이 행성들의 최소질량은 지구의 2~6배 사이였고 공전주기는 14일부터 640일까지 다양하다. 이들 중 고래자리 타우 e는 태양과 지구 거리의 절반 정도 떨어져 어머니 별을 돌고 있는 것으로 추측된다. 타우별의 밝기가 태양의 52 퍼센트이고 행성 궤도가 0.552 천문단위이므로 e가 받는 단위 면적당 에너지는 지구가 받는 양의 1.71배일 것이다. 이는 금성이 지구 1.91배 에너지를 받는 것보다 약간 약한 수준이다. 그럼에도 불구하고 일부 논문에서는 e가 생명체 거주가능 영역 안에 있는 것으로 설정하고 있다. 행성 거주가능성 연구소(Planetary Habitability Laboratory)는 바깥쪽을 돌고 있는 행성 고래자리 타우 f가 생물권 바깥쪽 경계에 아슬아슬하게 걸쳐 있다고 분석했다. 참고로 f가 받는 열은 지구의 28.5 퍼센트 수준이다.(화성이 받는 에너지는 지구의 43 퍼센트이다.)
생명체 거주가능 영역(생물권)을 지구와 같이 액체 물이 존재 가능한 범위라고 가정할 경우 고래자리 타우의 생물권은 0.55 ~ 1.16 천문단위 범위가 된다. 여기에서 1 천문단위는 태양부터 지구까지의 거리이다.
| 동반천체 (항성에서 가까운 순서) | 질량            | 공전궤도 반지름 (AU) | 공전주기 (일)  | 궤도이심률  | 궤도경사각 | 반지름 |
| ------------------------------- | --------------- | -------------------- | -------------- | ----------- | ---------- | ------ |
| b                               | >2.00 ± 0.80 M⊕ | 0.105 ± 0.006        | 13.965 ± 0.024 | 0.16 ± 0.22 | —          | —      |
| c                               | >3.1 ± 1.40 M⊕  | 0.195 ± 0.011        | 35.362 ± 0.106 | 0.03 ± 0.28 | —          | —      |
| d                               | >3.60 ± 1.7 M⊕  | 0.374 ± 0.02         | 94.11 ± 0.7    | 0.08 ± 0.26 | —          | —      |
| e                               | >4.30 ± 2.1 M⊕  | 0.552 ± 0.03         | 168.12 ± 2.32  | 0.05 ± 0.22 | —          | —      |
| f                               | >6.6 ± 3.5 M⊕   | 1.35 ± 0.09 AU       | 642 ± 37       | 0.03 ± 0.26 | —          | —      |
| 먼지 원반                       | 35–50 AU        | 35–50 AU             | 35–50 AU       | 35–50 AU    | 35±10°     | —      |

### 먼지 원반
2004년에 제인 그리브스가 이끄는 영국 천문학자들은 고래자리 타우가 우리 태양의 10배에 달하는 소행성 및 혜성 비슷한 물질들을 주위에 거느리고 있음을 발견했다. 이는 이런 조그만 천체들끼리 충돌하여 만들어지는, 차가운 먼지 물질로 구성된 원반을 관측함으로써 밝혀진 사실이다. 이 결과는 고래자리 타우 행성계에 복잡한 생명체가 존재할 가능성에 찬물을 끼얹었는데, 이는 타우 행성계의 가상 행성은 우리 태양계 천체들에 비해 충돌 사건을 겪을 확률이 대충 10배는 증가하기 때문이다. 그리브스는 그녀의 논문에 다음과 같은 내용을 적었다. “(고래자리 타우를 도는) 모든 행성들은 공룡을 쓸어버렸던 수준의 소행성 폭격을 꾸준히 겪었을 가능성이 크다.” 이러한 폭격은 생물다양성이 진척될 가능성을 막는다. 그러나 목성 정도 덩치의 가스 행성이 혜성 및 소행성을 튕겨내어 내행성을 보호해 줄 수도 있다.
타우 주위의 먼지 원반은 스펙트럼의 원적외선 부분에서 방출되는 복사열을 측정하여 밝혀냈다. 원반은 중심 별로부터 동심원 모양으로 반지름 55 천문단위 거리에 형성되어 있다. 원반 내 따뜻한 부분에 적외선 복사가 관측되지 않음을 통해 원반의 안쪽 경계는 별로부터 10천문단위 정도임을 알 수 있다. 이에 비해 태양계의 카이퍼 대는 30 ~ 50 천문단위 영역에 펼쳐져 있다. 먼지 원반이 오랜 시간 유지되려면 좀 더 큰 천체들이 지속적으로 충돌하여 새로운 파편들이 공급되어야 할 것이다. 원반 덩어리는 35 ~ 50 천문단위 거리에서 타우별을 돌고 있는데 이는 타우 행성계의 생물권 훨씬 바깥 영역이다. 이 거리는 우리 태양계의 카이퍼 대가 놓여 있는 거리와 거의 비슷한 수준이다.
고래자리 타우를 통해 먼지 원반은 중심별이 나이를 먹음에도 사라지지 않으며, 타우 주위의 먼지 원반처럼 두꺼운 원반 띠는 태양 비슷한 별들 주위에 흔하게 존재함을 보여준다. 타우별의 먼지 원반 농도는 근처의 젊은 이웃별 에리다누스자리 엡실론의 20분의 1에 불과하다. 태양 주위 먼지 원반의 농도가 상대적으로 희박한 것은 드문 사례일 가능성이 있다. 태양도 한때 빽빽한 먼지 원반을 지니고 있었으나 태어난 지 얼마 되지 않았을 때 다른 항성 옆을 지나가면서 원래 거느렸던 소행성 및 혜성이 흩어져 날아가 버렸다는 것이다. 거대한 먼지 원반을 지닌 항성들은 행성 탄생에 대한 천문학적 사고를 바꿔 놓았다. 충돌로 먼지 원반이 꾸준히 유지되는 항성 주위에서는 행성이 만들어지는 과정이 진행되는 것으로 보인다.

## 문화 속 고래자리 타우
- 시드 마이어의 '문명-비욘드 어스'에 포함된 엑소플래닛 맵팩에 고래자리 타우 d가 있는데, 게임상 설정은 "바다와 군도로 이루어져 있고 다양한 종의 생명체가 있으며 자원 매장량이 풍부함"이다.[56]

## 같이 보기
- 에리다누스자리 엡실론
- 가까운 항성 목록